# Tramwaje w Stans
Tramwaje w Stans − zlikwidowany system komunikacji tramwajowej w szwajcarskich miastach Stans i Stansstad, działający w latach 1893–1903.

## Historia
Budowę linii tramwajowej łączącej Stans z miejscowością Stansstad nad brzegiem jeziora Czterech Kantonów rozpoczęto w kwietniu 1893. Linia była budowana wzdłuż drogi po płaskim dnie doliny. Linię o długości niespełna 4 km otwarto 26 sierpnia 1893. Ruch na linii prowadziła spółka Strassenbahn Stansstad/Stans (StSt). W 1898 uruchomiono linię kolei wąskotorowej z Engelbergu przez Stans do Stansstad przez co linia tramwajowa dublowała się z linią kolejową. Operatorem linii kolejowej była spółka Stansstad-Engelberg Bahn (StEB). W 1903 linia tramwajowa została przejęta przez StEB i 30 września 1903 zawieszono ruch na linii tramwajowej. Zajezdnia tramwajowa mieściła się w Stans. Linię kolejową Engelberg-Stansstad zlikwidowano na ostatnim odcinku od stacji Gerbi do Stansstad z powodu przedłużenia linii kolejowej do Lucerny z pominięciem centrum Stansstad. 

## Linia
Linia tramwajowa łączyła Stans ze Stansstad:
- Stans – Stansstad Schiffstation

## Tabor
Do obsługi linii posiadano 3 wagony silnikowe, dwa doczepne i jeden towarowy. 
Dane techniczne taboru:
| Typ     | Rok produkcji | Liczba egzemplarzy/numery | Długość | Waga   | Uwagi            |
| ------- | ------------- | ------------------------- | ------- | ------ | ---------------- |
| BCe 1/2 | 1893          | 3/1−3                     | 7,5 m   | 6 ton  | wagony silnikowe |
| B       | 1893          | 2/11, 12                  | 7,5 m   | 3 ton  | wagony doczepne  |
| L       | 1893          | 1/21                      | 4,6 m   | 2 tony | wagon towarowy   |